# Gilbert Diendéré
Gilbert Diendéré (Uagadugú, 1960) es un general de Burkina Faso. Fue el jefe del Estado Mayor del dictador Blaise Compaoré derrocado en 2014 además de jefe histórico del Regimiento de Seguridad Presidencial, centralizando además la información de los servicios secretos de los diferentes cuerpos de seguridad. Considerado el segundo hombre más poderoso de Burkina durante casi tres décadas lideró el golpe de Estado de septiembre de 2015 que fracasó a los seis días.

## Biografía
Compañero de armas de Blaise Compaoré desde joven, empezó a servir a sus órdenes en 1981. En 1983 jugó un papel importante en la revolución que lideró Thomas Sankara considerado «el padre de la revolución burkinesa». Diendéré anunció por la radio la toma de poder de Sankara.
Y fue también uno de los sospechosos de su asesinato durante el golpe de Estado en Burkina Faso de 1987 que llevó a Compaoré al poder. Según su versión de los hechos narrada solo en el libro de Ludo Martens «Sankara, Compaoré et la révolution burkinabé» (EPO 1989) el general afirma: 

Habíamos sido advertidos de que Compaoré, Lingani y Zongo sería arrestados esa noche. (..) Nuestra reacción fue la de arrestar a Sankara antes de que se produjera lo irreparable (...) Sankara tenía como siempre un arma, una pistola automática, en la mano. Empezó a disparar inmediatamente y mató a uno de los nuestros. En ese momento todos respondieron.

Durante casi tres décadas fue el hombre mejor informado de Burkina Faso. Jefe histórico de la guardia presidencial, el RSP (Regimiento de Seguridad Presidencial) formado por una unidad de 1200 hombres bien armados y bien entrenados, leales a Blaise Compaoré —disuelta el 25 de septiembre de 2015 por el nuevo gobierno burkinés— durante años centralizó en sus manos los datos de los diferentes servicios secretos de la policía, la gendarmería y el ejército además de las informaciones de franceses y americanos.
Cesado de sus funciones como Jefe de Estado Mayor el 27 de noviembre de 2014, pocas semanas después que su mentor, se había considerado su nombre como responsable de la lucha antiterrorista en el nuevo periodo y continuó siendo un interlocutor privilegiado de franceses y americanos en materia de seguridad.

### Golpe de Estado de 2015
Diendéré fue uno de los cabecillas de la tentativa de golpe de Estado de septiembre de 2015 que intentó derrocar al gobierno del presidente Michel Kafando y al primer ministro, el lugarteniente coronel Isaac Zida en contra de la opinión popular y fue nombrado Presidente del Consejo Nacional para la Democracia, órgano creado tras el golpe de Estado para dirigir el país con el «objetivo de nombrar un gobierno de unidad nacional que organizara unas elecciones "inclusivas"». Pero el golpe de Estado fracasó y Kafando fue restituido en su puesto a los seis días. El gobierno provisional anunció la creación de una comisión de investigación sobre los hechos y las personas implicadas en el mismo.
Tras anunciar en varias ocasiones que se enfrentaría a la justicia se entregó a las autoridades burkinesas el 1 de octubre de 2015 en la residencia del nuncio apostólico, embajador de la Santa Sede, donde se había refugiado dos días antes, en el momento en el que se detuvo a los últimos elementos golpistas del RSP que se parapetaron en un cuartel. Fue conducido a la base de la gendarmería de Paspanga, cerca del centro de la ciudad y puesto en manos de la justicia militar.
El 16 de octubre se anunció que por su implicación en el golpe estaba acusado oficialmente entre otros cargos de «crimen contra la humanidad, atentado a la seguridad del estado, alta traición».

### Juicio por el asesinato de Thomas Sankara
Tras la caída de la dictadura de Compaoré a finales de 2014 se desbloqueó la investigación sobre el asesinato del presidente Thomas Sankara en el que Diendéré estaba presuntamente implicado. Fue inculpado formalmente por complicidad en el mismo el 6 de diciembre de 2015, cuando ya estaba detenido por su participación en el intento de golpe de Estado del septiembre. Su nombre también se mencionó relacionado con el asesinato el 13 de diciembre de 1998 de Norbert Zongo, director de L'independent por parte del RSP enterrado por la justicia en 2006. En abril de 2022 fue condenado a cadena perpetua por el asesinato de Thomas Sankara.

## Relaciones con los grupos yihadistas del Sahel
Diendéré está considerado como una de las personas mejor informadas de la zona. Durante años mantuvo una relación privilegiada con Gadafi y se le consideró «un protegido» de Libia. Participó en la sombra en las guerras civiles de Liberia, Sierra Leona y posteriormente en la rebelión de Costa de Marfil aunque él ha negado su intervención en los asuntos de los países vecinos.
Los analistas estiman que sus conexiones internacionales ayudaron en la última década a situar la figura de Blaise Compaoré como «pacificador» y «mediador» en un Sahel con cada vez mayor presencia de grupos yihadistas y jugar un papel clave en la liberación de rehenes occidentales. Según algunos medios de comunicación Diendéré, junto a Mustafá Chafi consejero especial de Compaoré, mantiene estrechas relaciones con los jefes de estos grupos yihadistas. A pesar de ser considerado un hombre «en la sombra» apareció en varias ocasiones ante las cámaras de televisión con la liberación de los rehenes occidentales.
Su detención en octubre de 2015 se identifica por parte de algunos analistas como un factor que podría haber influido en la falta de información de los servicios de seguridad de Burkina Faso para impedir el atentado de Uagadudú en enero de 2016 reivindicado por Al Qaeda del Magreb Islámico.

## Relaciones con Francia y Estados Unidos
Durante las tres décadas al frente de la guardia presidencial mantuvo estrechos contactos con militares franceses. En 2008 fue condecorado por el presidente Nicolás Sarkozy como Caballero de la Legión de Honor, distinción que se le fue retirada en octubre de 2015 tras su participación en el golpe de Estado de septiembre de 2015 que provocó 14 muertos y más de 200 heridos.
Tras la caída del dictador Compaoré en 2014 se manejaba su nombre como responsable de la lucha antiterrorista y continuó manteniendo relaciones privilegiadas con franceses y americanos. En marzo de 2015 participó en las maniobras de EE. UU. en el Sahel Flintlok realizadas con el objetivo de entrenar a los ejércitos africanos en la lucha antiterrorista fronteriza.

## Vida personal
Está casado con Fatou Diendéré vicepresidenta del partido Congreso para la Democracia y el Progreso (CDP) antiguo partido en el poder. Tras varios años de convivencia se casaron en agosto de 2014. Diendéré fue sentenciada a 30 años de prisión por asesinato, asalto, agresión y atentado a la seguridad del Estado.